# Драго Ћупић
Драго Ћупић (Загарач, Даниловград, 19. март 1932 — Београд, 18. јун 2010) био је српски лингвиста и дугогодишњи директор и научни саветник Института за српски језик САНУ.

## Биографија
По завршетку ниже гимназије и Учитељске школе у Никшићу почео је да ради као учитељ, али је уз рад студирао и завршио Филозофски факултет у Београду, одсек за српски језик и књижевност, где је и докторирао 1975. с темом Говор Бјелопавлића. У Црној Гори је радио на пословима наставника од основне до више педагошке школе, те у Републичком заводу за унапређивање школства. Од 1. јуна 1979. Драго Ћупић постаје директор Института за српски језик САНУ и на тој функцији је био све до одласка у пензију 1. августа 1996. године. Ту је прошао научни пут од научног сарадника до највишег научног звања – научни саветник.

## Научни рад
Научно дело Драга Ћупића је велико и разноврсно. Он је дао значајне резултате у следећим областима науке о српском језику – дијалектологија, ономастика, савремени српски језик и историја српског језика. Као дијалекотолог посебно се истакао монографијом Говор Бјелопавлића. Родном Загарачу одужио се Речником говора Заграча, који је урадио заједно са сином Жељком Ћупићем. Написао је запажене радове из историјске ономастике, а значајни су и његови радови из савремене ономастике Црне Горе (о ономастици Заграча, средњег тока ријеке Зете), као и из ономастике Србије. Драго Ћупић је дао посебан допринос изучавању проблематике савременог српског језика, језичке норме и језичке културе. Писао је популарне чланке за најширу културну јавност ради подизања нивоа језичке културе. Из те области он је са Егоном Фекете и Богданом Терзићем објавио три књиге: Слово о језику; Слово о језику; књига друга и Српски језички саветник. Треба посебно поменути и Ћупићеве радове посвећене проблемима функционисања српског језика пре и после распада СФРЈ — радове из језичке политике.
Драго Ћупић је учествовао са рефератима на великом броју научних скупова у многим научним центрима у бившој Југославији и иностранству, а предавао је као гостујући професор на универзитетима у Москви, Варшави, Кракову и Будимпешти. Његови радови објављивани су у Русији, Пољској, Бугарској, Чехословачкој, Немачкој, Италији.

## Чланство у комисијама, редакцијама и сл.
Био је члан редакција наших реномираних часописа Српски дијалектолошки зборник, Јужнословенски филолог, Наш језик, као и многих научних тела, у земљи и иностранству, као што су Комисија за ономастику при Међународном комитету слависта са седиштем у Кракову, Комисије за општесловенски лингвистички атлас при МКС (седиште у Москви), члан низа научних одбора при САНУ и ЦАНУ, члан Одбора за стандардизацију српског језика у име ЦАНУ, члан Друштва за српски језик, члан Матице српске, до последњих дана живота врло ангажован у Коларчевој и Вуковој задужбини, члан Удружења књижевника Србије итд.